# Hắc Hổ
Hắc Hổ (tiếng Trung: 黑虎, Hēihǔ) là một sinh vật huyền thoại trong thần thoại Trung Hoa. Theo miêu tả, con hổ này thường có bộ lông màu đen, do đó được gọi là "Hắc Hổ". Theo thuyết Ngũ Hành, Hắc Hổ được liên kết với yếu tố thủy, tượng trưng cho hướng Bắc và mùa đông, tương tự như hình tượng Huyền Vũ.

## Trong Ngũ Hổ
Trong Ngũ Hổ, Hắc Hổ thường đứng trấn ở phía Bắc, Thanh Hổ ở phía Đông, Bạch Hổ ở phía Tây, Xích Hổ ở Phía Nam, Hoàng Hổ ở Trung Tâm do chịu sự ảnh hưởng của thuyết Ngũ Hành.